# Lerdo de Tejada (kommun)
Lerdo de Tejada är en kommun i Mexiko.   Den ligger i delstaten Veracruz, i den sydöstra delen av landet, 400 km öster om huvudstaden Mexico City.
Följande samhällen finns i Lerdo de Tejada:
- Lerdo de Tejada
- Santa Teresa
- Canal Cuatro